# 白餅櫻
白餅櫻（白もち 桜，11月25日—），日本遊戲原畫家與插畫家。最初以pixiv上的插畫為人所知，參加2014年由電擊文庫和pixiv舉辦的插畫比賽「TOP OF MOE 2014」，獲得涼香賞，同時由讀者投票獲得大賞，並在同年以魔女戀愛日記出道。

## 作品列表
遊戲原畫
- 魔女戀愛日記(魔女こいにっき)：（部分角色）
- 新娘和魔王 ～王室的後宮是下克上～
- Panical Confusion：（部分角色）
- 夏色心跳日誌
- 夏色心跳日誌 ～快樂的夏天～
- 戀愛之心與魔法的語言
- 獸娘道☆Girlish Square
- 獸娘道☆Girlish Square LOVE+PLUS
- 獸娘道☆Girlish Square 2

小說插畫
- 叛逆のドレッドノート ：（作者：岩田洋季）
- 手のひらの恋と世界の王の娘たち：（作者：岩田洋季）

## 外部連結
- 白もち 桜(@sakura_siromoti)的X（前Twitter）（日語）
- 白もち 桜的pixiv（日語）